# Luxemburgieae
Luxemburgieae es una tribu de la familia Ochnaceae.  El género tipo es Luxemburgia A. St.-Hil.
Comprende los siguientes géneros:

## Géneros
Según GRIN:
- Charidion Bong. = Luxemburgia A. St.-Hil.
- Epiblepharis Tiegh. = Luxemburgia A. St.-Hil.
- Hilairella Tiegh. = Luxemburgia A. St.-Hil.
- Luxemburgia A. St.-Hil.
- Periblepharis Tiegh. = Luxemburgia A. St.-Hil.
- Philacra Dwyer
- Plectanthera Mart. & Zucc. = Luxemburgia A. St.-Hil.